# Напактулик
Езерото Напактулик (второ название Такиюак) (на английски: Napaktulik Lake, Takiyuak Lake) е 8-ото по големина езеро в канадската територия Нунавут. Площта му, заедно с островите в него е 1080 км2, която му отрежда 41-во място сред езерата на Канада. Площта само на водното огледало без островите е 1030 км2. Надморската височина на водата е 381 м.
Езерото се намира в падната част на канадската територия Нунавут, на 180 км източно от залива Мактавиш Арм на Голямото Мече езеро, точно под Северната полярна окръжност. Дължината му от север на юг е 60 км, а максималната му ширина – 36 км.
Формата на Напактулик наподобява латинската буква "V", като от северозапад на югоизток, а след това на юг в него се вклинява дълъг 49-километров полуостров, който разделя езерото на две части. Бреговата му линия за разлика от повечето канадски езера е сравнително слабо разчленена. Площта на островите н него е 50 км2.
От най-западния ъгъл на езерото изтича дългата 25 км река Феъри Лейк, десен приток на река Копърмайн.
Езерото е открито от Самюъл Хиърн, служител на компанията „Хъдсън Бей“, занимаваща се с търговия на ценни животински кожи през 1771 г. по време на похода му към устието на река Копърмайн.